# Volvo T6
Volvo T6 — концепт-кар концерна Volvo, представленный общественности в 2005 на выставке SEMA. Автомобиль построен в единственном экземпляре, многие детали изготовлены вручную. Рассматривался вопрос о мелком серийном производстве данного автомобиля. 2.9-литровый, 6-цилиндровый двигатель заимствован у серийного седана Volvo S80, оснащен двумя турбонагнетателями, мощность 300 л.с., максимальная скорость 328 км/ч. Двигатель расположен в задней части кузова. В 2004 году журналом Hot Rod Magazine Volvo T6 был назван Хотродом года. Дизайном автомобиля руководил Per Gyllenspetz из Labyrint studio, а непосредственно постройкой автомобиля в гараже занимался Leif Tufvesson.